# 貞愛親王殿下御上陸紀念之碑
貞愛親王殿下御上陸紀念之碑位於臺灣嘉義縣布袋鎮，是日治時期為紀念伏見宮貞愛親王在乙未戰爭中率領日軍混成第四旅團從布袋嘴登陸、與當地民軍發生激戰而立的紀念碑，臺灣總督府曾依照史蹟名勝天然紀念物保存法將之指定為史蹟。二次大戰後，此碑遭推倒，被當作房屋地基，2002年1月5日時被挖出，之後在2008年1月9日經嘉義縣政府依《文化資產保存法》公告為歷史建築，屬國有財產。

## 沿革
該紀念碑是日治時期為了紀念1895年乙未戰爭時，伏見宮貞愛親王於10月10日率領混成第四旅團自澎湖媽宮出發，10月11日於布袋嘴上岸之事。該紀念碑於大正十二年（1923年）1月開始建立，位於布袋庄布袋稅關監視署圍牆內，被視為布袋口的聖地，如當時布袋公學校（1941年改為布袋東國民學校，今布袋國小）在學期開始、結束及與天皇相關之節日都要來參拜此碑。昭和十六年（1941年）6月14日，臺灣總督府將其以「布袋嘴上陸之地」的名義公告為史蹟，而同時被公告為「伏見宮貞愛親王御遺跡地」的還有「鹽水港舍營所」（今鹽水八角樓）與「臺南駐營之址」（位於今臺南市中西區）。
二次大戰後該紀念碑在民國三十五年（1946年）被布袋東國民學校的校長帶著六年級學生給拉倒，棄置於圍牆邊草地，後來民國四十五年（1956年）時被地主蔡水性埋入地底當作地基建屋。之後附近開始有不平靜的事情發生，而蔡水性的兩名兒子均英年早逝，也被傳說可能與此有關。後來已遷居高雄的蔡家後人在民國九十一年（2002年）1月5日僱用挖土機拆掉舊屋將紀念碑挖出，之後紀念碑已重新豎立。

## 碑文
該石碑约高325公分，寬150公分，陰刻「貞愛親王殿下御上陸紀念之碑」，每字約15公分見方，字跡出自臺灣總督田健治郎之手。

## 外部連結
- 貞愛親王登陸紀念碑 （页面存档备份，存于）, 嘉義縣布袋鎮公所